# Dagbladet Djursland
Dagbladet Djursland var en dansk avis, der blev udgivet fra Grenaa, men redaktionelt dækkede hele Djursland.
Avisen blev grundlagt i 1913 og blev i 1929 en aflæggeravis af Randers Amtsavis. I 1998 fusioneredes denne med Århus Stiftstidende, hvilket betød at aviserne udkom med fælles nationalt og internationalt stof. Fusionen betød samtidig, at Dagbladet Djursland blev morgenavis og at den begyndte at udkomme om søndagen. Tidligere var avisen eftermiddagsavis mandag-fredag og morgenavis lørdag. Omlægningen til morgenavis blev imidlertid ikke den succes, man havde håbet på, og 31. oktober 2001 udkom avisen for sidste gang. Oplaget havde gennem flere år været for nedadgående og var ved lukningen på 5.500. Lokalstof fra Djursland har siden været fælles i Randers Amtsavis og Århus Stiftstidende.

## Ekstern henvisning
- Digitaliserede udgaver af Dagbladet Djursland i Mediestream
- Læs om Dagbladet Djursland i opslagsværket "De Danske Aviser"